# 바람이 분다 (드라마)
《바람이 분다》는 2019년 5월 27일부터 2019년 7월 16일까지 방영된 JTBC 월화 드라마이다.

## 줄거리
알츠하이머 치매에 걸려 사랑하는 아내와의 이혼을 결심한 남자와 아이를 갖기 위해 이혼을 결심한 여자가 6년 후 재회하며 벌어지는 이야기를 그린 드라마.

## 등장 인물

### 주요 인물
- 감우성 : 권도훈 역 (아역 이경훈) - 제과회사 기획팀장
- 김하늘 : 이수진 역 - 캐릭터 디자이너, 도훈의 아내
- 김성철 : 브라이언 정 역 - 영화 제작사 대표
- 김가은 : 손예림 역 - 특수 분장사, 브라이언의 여자친구

### 주변 인물
- 이준혁 : 최항서 역 - 이자카야 사장, 도훈의 친구
- 윤지혜 : 백수아 역 - 일식 셰프, 수진의 친한 언니이자 멘토
- 박효주 : 조미경 역 - 카페 사장, 수진의 친구
- 김영재 : 문경훈 역
- 전국향 : 조정숙 역 - 수진의 어머니
- 최희도 : 이수철 역 - 이수진의 남동생
- 김익태 : 도훈의 주치의 역

### 그 외 인물
- 홍제이 : 이아람 역 (아역 홍서준) - 이수진의 딸
- 강유라 : 규민 역
- 이규정 : 김나은 역
- 이항나
- 한이진
- 설창희
- 이성민
- 배정민
- 오진하
- 한지현 : 선경 역
- 윤영민 : 산부인과 의사 역
- 박진영
- 김태겸
- 김사훈
- 주호경
- 이재우
- 우상전
- 권태진
- 최남욱
- 김미희
- 촤병준
- 윤현
- 은세미
- 정경화
- 신길용
- 신동력 : 영화제작사 안픽스 미디어 장 팀장 역
- 박하율
- 전은혜
- 박지호
- 변만후
- 임은지
- 홍예지
- 지우준
- 정윤하
- 전여진
- 지연
- 유성열
- 강도아
- 오도훈
- 박병욱
- 이규섭
- 고유림
- 백옥균
- 이병철
- 윤준우
- 나석민

### 특별출연
- 조우리 : 최승연 역
- 설정환

## 촬영지
- 그린클라우드커피
- 반포대교
- 이태백
- 교암해변
- 헬로우씨카페
- 백도해변

## 시청률
최저 시청률과 최고 시청률은 시청률 조사회사와 지역별로 시청률에 차이가 있을 수 있습니다.
| 2019년      | 2019년      | 2019년         | 2019년       | 2019년      |
| 회차        | 방송일      | AGB 시청률     | AGB 시청률   | TNmS 시청률 |
| 회차        | 방송일      | 대한민국(전국) | 서울(수도권) | TNmS 시청률 |
| ----------- | ----------- | -------------- | ------------ | ----------- |
| 제1회       | 5월 27일    | 3.598%         | 3.594%       | 4.2%        |
| 제2회       | 5월 28일    | 4.024%         | 4.627%       | 3.9%        |
| 제3회       | 6월 3일     | 3.005%         | 3.261%       | 3.4%        |
| 제4회       | 6월 4일     | 3.157%         | 3.464%       | 3.1%        |
| 제5회       | 6월 10일    | 3.489%         | 4.217%       | 3.6%        |
| 제6회       | 6월 11일    | 3.880%         | 4.015%       | 4.5%        |
| 제7회       | 6월 17일    | 4.749%         | 5.409%       | 4.6%        |
| 제8회       | 6월 18일    | 5.204%         | 5.801%       | 6.0%        |
| 제9회       | 6월 24일    | 5.170%         | 5.843%       | 5.1%        |
| 제10회      | 6월 25일    | 5.662%         | 5.829%       | %           |
| 제11회      | 7월 1일     | 4.119%         | 4.377%       | %           |
| 제12회      | 7월 2일     | 3.577%         | 3.732%       | 4.4%        |
| 제13회      | 7월 8일     | 3.895%         | 4.458%       | 3.2%        |
| 제14회      | 7월 9일     | 3.483%         | 3.957%       | %           |
| 제15회      | 7월 15일    | 3.669%         | 3.809%       | 4.0%        |
| 제16회      | 7월 16일    | 3.816%         | 3.989%       | 4.6%        |
| 평균 시청률 | 평균 시청률 | 4.031%         | 4.399%       |             |

## 수상 및 후보
| 연도 | 시상식                      | 부문              | 수상작(자) | 결과 | 출처 |
| ---- | --------------------------- | ----------------- | ---------- | ---- | ---- |
| 2019 | 제12회 코리아 드라마 어워즈 | 여자 최우수연기상 | 김하늘     | 후보 |      |

## 동시간대 드라마
- tvN 월화 드라마

《어비스》 (2019년 5월 6일 ~ 2019년 6월 25일)
《60일, 지정생존자》 (2019년 7월 1일 ~ 현재)

## 같이 보기
- 대한민국의 텔레비전 드라마 목록 (ㅂ)
- 2019년 대한민국의 텔레비전 드라마 목록